# Велики куду
Велики куду (лат. Tragelaphus strepsiceros) је шумска антилопа, која насељава велике делове источне и јужне Африке. Ареал великог кудуа је велики, али у већини области које насељава густина насељености је мала. Мала густина насељености је последица смањења станишта, крчења шума и криволова. Велики куду је једна од две врсте антилопе познате под именом куду, друга је мали куду (Tragelaphus imberbis).

## Опис
Боја крзна великог кудуа варира од смеђег/плавкасто сивог до црвенкасто смеђег. На крзну трупа се налази између 4 и 12 вертикалних белих пруга. Боја главе је по правилу тамнија од боје крзна остатка тела, а између очију се налази бела пруга.
Код врсте је присутан полни диморфизам. Мужјаци великог кудуа су већи од женки и оглашавају се много чешће. Мужјаци за разлику од женки имају велику браду од браде дуж грла, а оба пола имају гриву. Мужјаци за ралику од женки имају велике увијене рогове. Рогови младим мужјацима почињу да расту између шестог и дванестог месеца живота. Увијају се први пут када мужјак напуни две године, а око 6 године рогови имају 2,5 увоја, понеки мужјаци имају и 3 увоја.
Велики куду је једна од највећих врста антилопе. Мужјаци теже између 190 и 270 kg, а највећа забележена тежина је 315 kg, у раменима достижу висину од 160 cm. Уши великог кудуа су велике и округле, а ноге дуге. Женке теже између 120 и 210 kg, у раменима достижу висину од 100 cm, за разлику од мужјака немају рогове, браду и белу пругу између очију. Дужина тела са главом је између 185 и 245 cm, а дужина репа између 30 и 55 cm.

## Подврсте
У прошлости су биле признате 4 подврсте, али однедавно, на основу разлика у боји, броју пруга и дужини рогова признају се три подврсте:
- T. s. strepsiceros (кејпски куду) – јужни део ареала од јужне Кеније до Намибије, Боцване и Јужноафричке републике
- T. s. chora (северни куду) – североисточна Африка од северне Кеније преко Етиопије до источног Судана и западне Сомалије и Еритреје
- T. s. cottoni (западни куду) – Чад и западни Судан

Ову класификацију подржава објављена студија, у којој је утврђена генетска разлика између једног примерка из северне Кеније (T. s. chora) и неколико примерака из јужног дела ареала између Танзаније и Зимбабвеа (T. s. strepsiceros). У овој студији није тестиран ни један примерак из подврсте (T. s. cottoni).
У књизи Гроувса и Граба „Таксономија унгулатних сисара” (енгл. "Ungulate Taxonomy"), објављена је ревизија свих врста и подврста унгулатних сисара. Род Tragelaphus је подељен у 4 нова рода, Tragelaphus (бушбак, ситатунга, бонго, њала, и планинска њала), Ammelaphus (мали куду), Strepsiceros (велики куду) и Taurotragus (еланди). Врста велики куди је у овој књизи подељена на четири врсте на основу генетских и морфолошких разлика (разлике у боји крзна и облику рогова). Свака врста је у прошлости била признавана као подврста, Strepsiceros strepsiceros (кејпски куду), Strepsiceros chora (северни куду), Strepsiceros cottoni (западни куду) и Strepsiceros zambesiensis (замбезијски куду), који није опште признат ни као подврста. Иако ова алтернативна таксономија није опште призната, прихваћена је у књизи „Приручник сисара света” (енгл. "Handbook of the Mammals of the World").

## Распрострањеност
Ареал великог кудуа се простире од Етиопије, Еритреје, Џибутија, Сомалије, Кеније и Танзаније на истоку, до Чада и Централноафричке републике на западу и Замбије, Анголе, Намибије, Боцване, Зимбабвеа, Малавија, Мозамбика, Свазиленда и Јужноафричке републике на југу. Велики куду је пренет у малом броју у Нови Мексико, али није пуштен у дивљину.

## Станиште
Станишта су им шуме са жбунастом вегетацијом (велики куду је један од ретких великих сисара који воли живот у насељеним областима – у шумама са жбунастом вегетацијом и жбуњацима, на напуштеним пољима и деградираним пашњацима у брдима и планинама). Повремено се спуштају у равнице у којима постоји велика површина под жбуњем, али по правилу избегавају отворене просторе да би избегле да постану плен грабљиваца. Хране се лишћем, травом, изданцима, и повремено корењем и плодовима (нарочито поморанџама и тангеринама).

## Понашање
Током дана велики кудуи по правилу нису активни и траже заклон под крошњама дрвећа, нарочито у време великих врућина. Пију и хране се рано ујутро и касно поподне, до воде долазе на појилима или из корења и луковица које имају велику концентрацију влаге. Иако углавном живе у једној области, у време суша могу да пређу велика растојања да би дошли до воде, у јужној Намибији где је вода релативно ретка прелазе велике површине у кратком периоду времена.
Животни век великих кудуа је од 7 до 8 година у дивљини и до 23 године у заточеништву. Понекад су активни 24 часа дневно. Крда се распршују у време кишне сезоне када постоји обиље хране. Током сезона суша, постоји мала површина где је храна расположива, тако да се крда у то време окупљају. Велики кудуи нису територијалне животиње. Крда женки се крећу на површини од око 4 km², а простори на којима обитавају различита крда женки се некада преклапају. Крда мужјака се крећу на површини од око 11 km² и по правилу се на њима налазе 2 или 3 крда женки. Женке обично живе у малим групама од 6 до 10 одраслих женки са њиховим потомцима, али понекад живе у групама које имају и до 20 јединки. Мужјаци кудуа некад формирају мале групе, али чешће живе као самци. Мужјаци самци се прикључују крдима женки само у време сезоне парења (април-мај у Јужној Африци).
Мужјаци великих кудуа нису увек агресивни једни према другима, али понекад долази до борби између мужјака, нарочито када су мужјаци сличне величине и грађе. Мужјаци кудуа се боре тако што укрштају рогове. Доминација је успостављена када један мужјак стане у побочни положај. У ретким случајевима борба може да доведе до смрти оба мужјака, када им се рогови запетљају толико да не могу да се ослободе.

## Угроженост
Популација великог кудуа у северним крајевима ареала је опала као последица прекомерног лова и уништавања станишта. Ипак, на црвеној листи Међународне уније за заштиту природе наведени су као врста која није угрожена. Другорочни опстанак великог кудуа на слободи није угрожен, јер је популација у другим областима и даље велика.
Велики куду добија одговарајућу заштиту од јужне Танзаније до Јужноафричке републике. Велике популације живе у парковима и резерватима природе као што су: Национални парк Етоша, Национални парк Руаха, Национални парк Кругер (11.200 – 17.300) итд. Велики број великих кудуа живи на приватним фармама у Јужној Африци, нарочито у Намибији, Зимбабвеу и Јужноафричкој републици, где су популарни међу ловцима на трофеје.